# Maria Perrotta
Maria Perrotta (Cosenza, 1974) è una pianista italiana  che vive a Parigi.

## Biografia
È venuta alla ribalta nel 2012, quando si è esibita nelle Variazioni Goldberg di Bach durante il suo nono mese di gravidanza. Un'ambulanza era all'esterno del teatro nel caso in cui l'artista avesse avuto il travaglio durante il concerto. Pochissime donne nella storia hanno dato un concerto fino a questo punto nella loro gravidanza; una delle quali è stata Clara Schumann.
La performance live, pubblicata su CD dalla Decca, ha ricevuto recensioni entusiastiche: «Pianismo a metà perfetta fra il lussureggiante Alexis Weissenberg e il laser di Glenn Gould» (N. Carusi, Libero). «Il suono è sgranato, la tecnica è clavicembalistica, il disegno formale è nitido: se continua così, Maria Perrotta sembra destinata a diventare la Rosalyn Tureck italiana» (E. Girardi, Corriere della Sera)
Nel 2013 Decca ha pubblicato un CD con le sonate per pianoforte di Beethoven 30, 31 e 32 suonate dal vivo. La registrazione è stata acclamata in riviste musicali di spicco, tra cui Gramophone e sui maggiori quotidiani. Amadeus posiziona il disco tra le scelte del mese, definendolo un album che "ha una felicità di tocco davvero rara".
Maria Perrotta è stata trasmessa su Sky TV ed alla radio tedesca ed italiana. Bambina prodigio, ha fatto il suo debutto con un'orchestra sinfonica, all'età di 11 anni con l'esecuzione del Concerto per pianoforte e orchestra n. 1 (Beethoven) presso il Teatro Rendano di Cosenza, sua città natale.
Diplomata al Conservatorio Giuseppe Verdi (Milano), alla École Normale de Musique di Parigi ed all'Accademia nazionale di Santa Cecilia di Roma, ha vinto primi premi in numerosi concorsi, tra cui il Concorso Pianistico Internazionale Shura Cherkassky di Milano del 2009 ed al Concorso Pianistico Internazionale Bach di Saarbrücken del 2004, dove ha anche guadagnato il plauso della critica.
Maria Perrotta è sposata con il baritono italiano Lucio Prete, con il quale ha avuto due figlie.

## Discografia
- Bach, Var. Goldberg - Perrotta, 2014 Decca
- Beethoven Scriabin, Son. pf. n. 30-32/Studio op. 8 n. 2 - Perrotta, 2013 Decca
- Chopin, Maria Perrotta plays Chopin (Live, 2014) - Perrotta, 2015 Decca
- Schubert, Sonate D784 & 960 - Grazer Fantasy D605A - Perrotta, 2017 Decca